# Josef Vogl
Josef Vogl   (Aicha vorm Wald, 18 d'agost de 1876 - Passau, 31 d'agost de 1934) fou un cantant alemany.
Va fer els seus primers estudis en l'Escola de Passau i en la Normal de Straubing. Després va ser mestre a Thurmannsbang, Aicha, Reuth i en la Osterhofnstift; després estudià en la Acadèmia de Cant de Múnic, i el 1901, per indicació del director de l'orquestra Mahler, passà a Viena, on estudia amb el professor Ress. De 1904 a 1907 Cantà en els teatres municipals de Brema, Hannover i Hamburg; el 1912 fins al 1914 cantà representant papers d'heroi i el 1914 passà a Londres, representant Parsifal al teatre del Covent Garden; el mateix any cantava a Wroclaw i el 1915 a Leipzig.
S'especialitzà en els rols de Tristan, Siegfried, Tannhäuser, Otello, Radamés, Bajazzo, i sobretot en Joseph de l'òpera de Étienne Nicolas Méhul Joseph et ses frères., el Max de Der Freischütz, o l'Erik de Der fliegende Holländer. Va publicar Erinnerungen aus m. Lehreziehung.